# BMW Concept 7 Series ActiveHybrid
Das BMW Concept 7 Series ActiveHybrid ist das Konzeptfahrzeug des ersten Mild-Hybrid von BMW. Die Premiere des Konzeptfahrzeugs fand formal auf dem Pariser Autosalon im Oktober 2008 statt. Das Modell wurde formal auf der IAA 2009 unter der Bezeichnung BMW Active Hybrid 7 als Serienmodell gezeigt und ab Frühjahr 2010 in Serie gefertigt.
In dem BMW-7er-Konzeptfahrzeug kommt neben einem Verbrennungsmotor (N63), der auf einem V8-Motor mit zwei Turboladern (von BMW Twin Turbo genannt) mit Benzindirekteinspritzung (von BMW als High Precision Injection bezeichnet) aus dem BMW 750i (dort mit 300 kW / 408 PS) basiert, zusätzlich eine Elektromaschine zur reinen Unterstützung des Verbrennungsmotors zum Einsatz. Die Elektromaschine ist zwischen Motor und Getriebe integriert und hat eine motorische Leistung von maximal 15 kW und ein maximales Drehmoment von 210 Nm bis 2800/min. Ziel des Mild-Hybrid-Konzepts ist eine Unterstützung des Achtzylinder-Ottomotors durch den Elektroantrieb zur Leistungssteigerung und eine Reduktion, vorwiegend im Stadtverkehr, durch Rekuperation (Technik) (Bremsenergie-Rückgewinnung), des Kraftstoffverbrauchs und des CO2-Ausstoßes.